# Pafawag 6WE
Pafawag 6WE i 6WEb (typ członów 404B+302B+405B i 404Bb+302Bb+405Bb, seria EW60) – normalnotorowe trójczłonowe elektryczne zespoły trakcyjne produkcji polskiej, wyprodukowane w liczbie 2 sztuk w zakładach Pafawag we Wrocławiu w roku 1990 dla Szybkiej Kolei Miejskiej w Trójmieście. Od 2007 roku użytkowane przez Koleje Mazowieckie.

## Historia

### Geneza

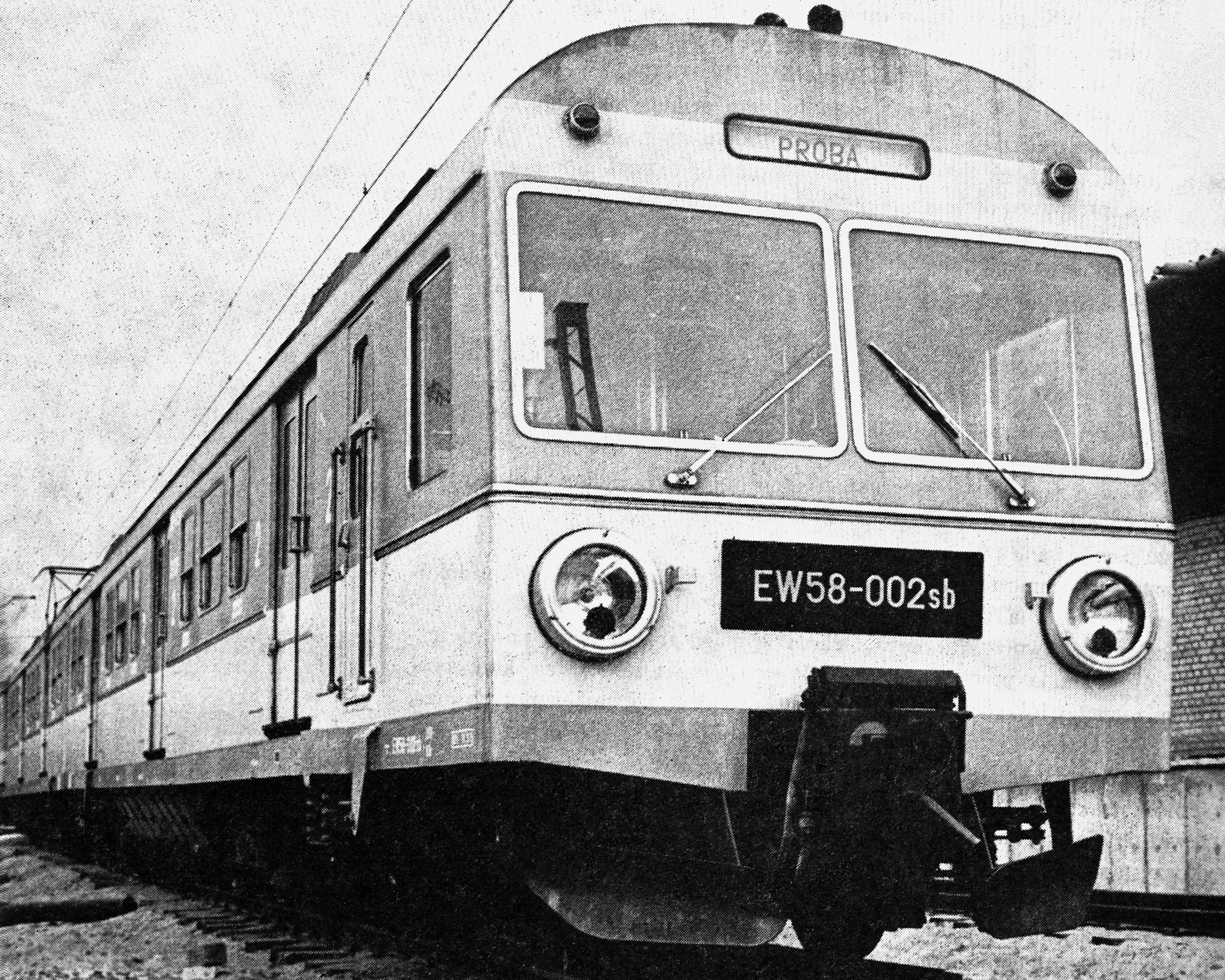
Zespół serii EW58, będący bazą do opracowania jednostek EW60

W połowie lat 60. XX w. eksploatowane w Polsce elektryczne zespoły trakcyjne zaprojektowane według założeń sprzed II wojny światowej stawały się coraz bardziej przestarzałe w porównaniu z pojazdami zagranicznymi. W związku z tym w latach 60. i 70. Centralny Ośrodek Badań i Rozwoju Techniki Kolejnictwa prowadził prace nad projektami nowych EZT zarówno węzłowych, jak i dalekobieżnych. Powstały wówczas projekty zespołów węzłowych typów 2WE i 3WE, z których do realizacji w pierwszej kolejności wybrano 3WE oznaczony na PKP serią EW58. Projekt 2WE natomiast odłożono na później.
Podczas produkcji jednostek EW58 zrodził się pomysł budowy nowych EZT, które uwzględniałyby pierwsze krytyczne uwagi z ich eksploatacji. Szybka Kolej Miejska w Trójmieście wskazała szereg wad, z których najpoważniejszymi była jakość prototypowych urządzeń oraz wysoki pobór prądu spowodowany większą liczbą silników i sposobem ich połączenia. Za zalety tych składów uznano natomiast znacznie lepsze przyspieszenie, większą liczbę drzwi ułatwiającą szybką wymianę podróżnych oraz brak schodków do obsługi niższych peronów niż 960 mm nad poziom główki szyny (standard SKM Trójmiasto), będący poważnym problemem EN57 eksploatowanych przez SKM.

### Projekt
20 listopada 1979 Ośrodek Badawczo-Rozwojowy Pojazdów Szynowych ukończył koncepcję, w której przedstawił 4 warianty nowej jednostki:
| Typ     | Układ członów | Typ silników trakcyjnych | Prędkość maksymalna |
| ------- | ------------- | ------------------------ | ------------------- |
| 3WE-120 | s+d+s         |                          | 120 km/h            |
| 3WE-100 | s+d+s         |                          | 100 km/h            |
| 2WE-100 | r+s+r         | LKa-435 (jak w EW58)     | 100 km/h            |
| 2WE-6B  | r+s+r         | LKf-450 (jak w EN57)     | 100 km/h            |

Biuro projektowe, będące autorem powyższych koncepcji, za najwłaściwsze rozwiązanie uznało wariant 3WE-100. Ze względu na obniżenie energochłonności pod uwagę brany był również wariant 2WE-100, natomiast wariant 2WE-6B nie był rozważany ze względu na przestarzałą konstrukcję.
7 stycznia 1980 na spotkaniu przedstawicieli OBRPS-u, Pafawagu, Centralnego Ośrodka Badań i Rozwoju Techniki Kolejnictwa oraz Północnej i Centralnej Dyrekcji Okręgowej Kolei Państwowych za najkorzystniejszy ze względów trakcyjnych i zużycia energii uznano wariant 2WE-100. W marcu tego samego roku OBRPS przygotował założenia konstrukcyjne nowego pojazdu, który miał być wykonywany w dwóch wersjach: regionalnej z toaletami (typ 2WE, oznaczenie EN59) oraz aglomeracyjnej bez toalet (typ 6WE, oznaczenie EW60). Następnie ośrodek rozpoczął właściwe prace projektowe. W 1980 roku została ukończona i przekazana producentowi dokumentacja konstrukcyjna składu 2WE. Wówczas planowano, że ukończenie dokumentacji jednostki 6WE nastąpi rok później, ale ostatecznie konstrukcja ta została opracowana w 1982 roku. Projekt części mechanicznej wykonał mgr inż. Perek, a elektrycznej Eugeniusz Małecki.

### Produkcja
W 1980 roku, podczas prac projektowych, planowano, że pierwsze trzy prototypy 6WE będą gotowe do eksploatacji w II kwartale 1983 roku, a na przełomie lat 1982/1983 w Pafawagu będzie przygotowana produkcja seryjna, która ruszy w latach 1983–1985. Zakładano produkcję około 500 składów tego typu do 1990 roku, a potem około 20–30 rocznie. Jednostki 2WE natomiast chciano wytwarzać od 1985 roku. Problemy gospodarcze kraju spowodowały jednak znaczące opóźnienia względem założonego planu. W 1986 roku w budowie były dwa prototypowe egzemplarze 6WE i producent przewidywał ich przekazanie do badań w I półroczu 1987 roku.
Zgodnie z założeniami opracowano jednostkę typu 6WE wyposażoną w rozruch oporowy, powstał jednak również projekt wersji rozwojowej typu 6WEa z tyrystorowym układem rozruchu impulsowego. Układ ten zamontowano na potrzeby testów w 1984 roku w wagonie EW58-018sa, pozostawiając w drugim wagonie silnikowym rozruch oporowy. W 1988 roku, po zakończeniu tych testów, stwierdzono, że układ nie nadaje się do seryjnego wdrożenia i że w nowych zespołach zostanie zastosowany rozruch oporowy. Wówczas zdecydowano także, że produkcja wersji 6WEa opracowywanej w ramach Centralnego Programu Badawczo-Rozwojowego zostanie rozpoczęta w 1993 roku. W 1990 roku podtrzymywano plan produkcji prototypu tego pojazdu w 1993 roku, ale rozważano także pominięcie go i przystąpienie do produkcji EZT nowej generacji.
Ostatecznie dwie prototypowe jednostki typu 6WE zostały wykonane w 1990 roku. Skład EW60-001 został ukończony 7 maja, a EW60-002 5 lipca.

### Zakończenie produkcji
Po wyprodukowaniu dwóch prototypowych egzemplarzy, Pafawag zaproponował PKP 40 zespołów EW60 z rozruchem oporowym z możliwością późniejszej zmiany na impulsowy, jednak przewoźnik odrzucił tę propozycję. Produkcji jednostek 2WE oraz 6WEa nigdy nie uruchomiono.

## Konstrukcja

### Nadwozie
EW60 to trójczłonowy, wysokoperonowy skład przeznaczony do obsługi aglomeracyjnych przewozów pasażerskich. Wagony skrajne to wagony rozrządcze (typy 404B i 405B, po modernizacji dla KM 404Bb i 405Bb), oznaczone jako ra i rb (wagon rozrządczy a i b), wagon środkowy natomiast to wagon silnikowy (typ 302B, po modernizacji dla KM 302Bb), oznaczony jako s. Wszystkie wagony posiadają po 4 pary rozsuwanych drzwi pasażerskich (prześwit 1180 mm) na stronę wagonu oraz dodatkowe drzwi bezpośrednio do kabin maszynisty. Wejścia pozbawione są schodków ułatwiających wsiadanie z niskich peronów. Oba pojazdy mogę być łączone w trakcję ukrotnioną jedynie ze sobą nawzajem.

### Wnętrze i przestrzeń pasażerska

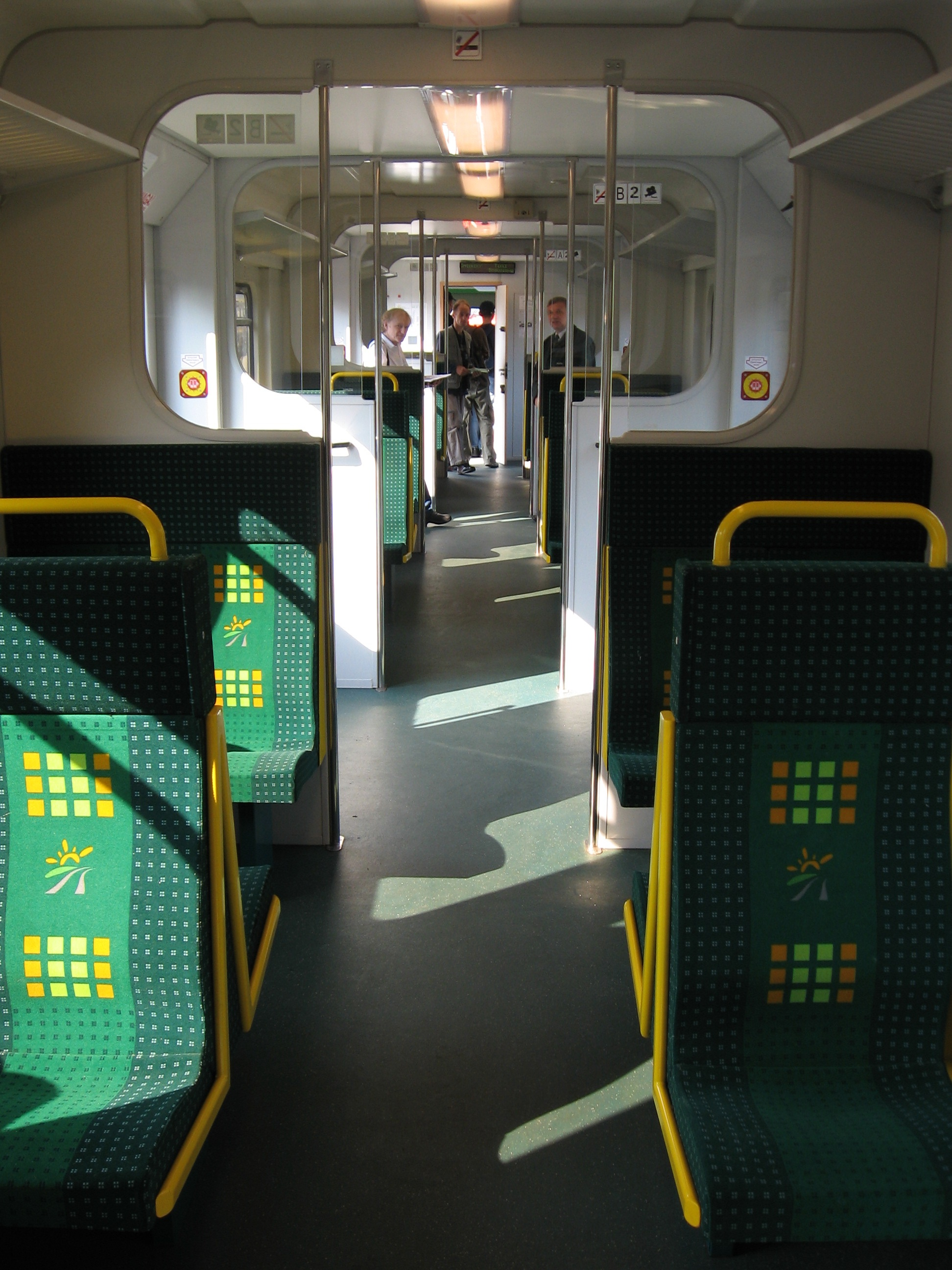
Wnętrze EW60 po pierwszej modernizacji

Wszystkie wagony są jednoprzestrzenne i wyposażone w wiatrołapy. 164 siedzenia są plastikowe i ustawione w układzie grupowym. W pojeździe nie ma toalety. Okna w części pasażerskiej są podzielone na dwie części – dolna jest większa i zapewnia lepszą widoczność, górna natomiast to uchylny lufcik.

### Podwozie
Każdy z wagonów skrajnych jest oparty na dwóch wózkach tocznych typu 9ANd o rozstawie osi 2500 mm i średnicy kół 1000 mm. Wagon środkowy oparty jest na dwóch wózkach napędnych typu 3MNd o rozstawie osi 2500 mm i średnicy kół 1000 mm. Rozstaw czopów skrętu wynosi dla każdego z wagonów 15 040 mm.

### Zasilanie i napęd
Prąd stały o napięciu 3000 V, przesyłany linią napowietrzną, odbierany jest przez dwa symetryczne odbieraki prądu typu AKP-4E lub 5ZL, zamontowane na dachu członu środkowego. Napędza on cztery silniki trakcyjne umiejscowione parami na wózkach wagonu napędnego.
EW60 posiada rozruch oporowy, hamulce elektropneumatyczne Oerlikon i elektrodynamiczne typu oporowego (bez możliwości zwrotu energii do sieci trakcyjnej).

### Modernizacje

#### 2006–2007

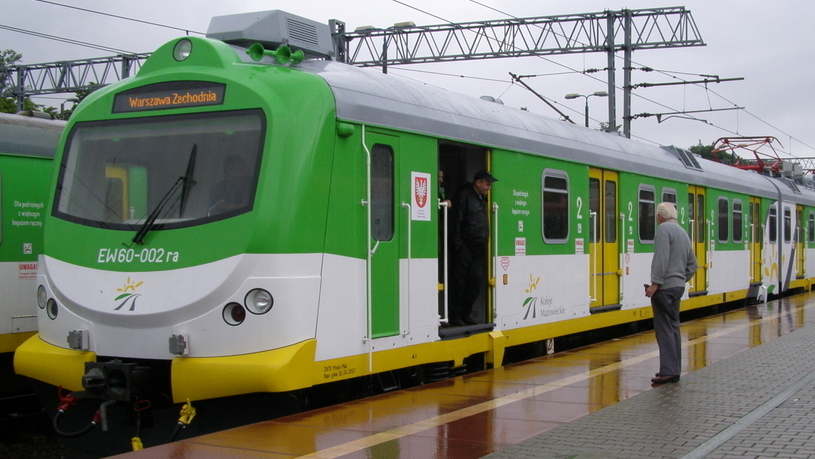
EW60-002 po pierwszej modernizacji

Na przełomie 2006 i 2007 roku w ZNTK „Mińsk Mazowiecki” przeprowadzono naprawę główną połączoną z modernizacją obu EW60, w wyniku której pojazdy otrzymały rozruch impulsowy, nowy układ hamulcowy i lepsze chłodzenie silników trakcyjnych. W ramach modernizacji wnętrza jednostki otrzymały monitoring, ogrzewanie nawiewne, stojaki na rowery, pneumatycznie otwierane drzwi międzywagonowe, miejsce dla osób niepełnosprawnych z rampą ułatwiającą wsiadanie oraz przystosowaną toaletą w systemie zamkniętym. Pojazd otrzymał nowe czoło, zmodernizowane zostały również kabiny maszynisty, które otrzymały m.in. klimatyzację.  W związku z wykonanymi modernizacjami zmniejszono liczbę miejsc siedzących do 147 a dotychczasowe plastikowe siedzenia zastąpiono zielonymi tapicerowanymi, znanymi z większości jednostek KM. W wyniku modernizacji jednostki otrzymały nowy typ – 6WEb.

#### 2012–2014
13 lipca 2012 ogłoszono przetarg na naprawę czwartego poziomu utrzymania po pierwszej naprawie głównej, połączoną z modernizacją obu jednostek. 14 września 2012 postępowanie zostało unieważnione, gdyż cena najkorzystniejszej oferty była wyższa od kwoty, jaką Koleje Mazowieckie zamierzały przeznaczyć na naprawę pojazdów. 8 lutego 2013 ogłoszono drugi przetarg o podobnej specyfikacji jak poprzedni, 25 kwietnia podpisano umowę na jego wykonanie z konsorcjum Pesy i ZNTK „Mińsk Mazowiecki”.
W ramach P4 został zmodernizowany układ rozruchowy poprzez wymianę istniejących chopperów rozruchowych na silniki asynchroniczne oraz montaż falowników, co miało pozwolić na zwiększenie prędkości maksymalnej ze 100 do 120 km/h a także poprawę przyspieszenia jednostki z 0,6 m/s² do 1,1 m/s². W ramach modernizacji części elektrycznej pojazdu nastąpiło przeniesienie nagrzewnic przedziału pasażerskiego z dachu jednostki na podwozie w wagonie sb oraz montaż mikroprocesorowego układu sterowania. W ramach modernizacji pudła jednostki nastąpił montaż dodatkowych pionowych poręczy w przedziale dla podróżnych z większym bagażem ręcznym a także uchylnych stopni, ułatwiających wsiadanie z niższych peronów oraz zlikwidowana czterech skrajnych par drzwi pasażerskich. Zamiast czterech skrajnych par drzwi powstały dodatkowe miejsca siedzące dla podróżnych, a także dwa miejsca dla podróżnych o ograniczonej sprawności ruchowej. W pozostałych drzwiach powstały stopnie dla podróżnych i zostały zamontowane nowe pochylnie dla pasażerów o ograniczonej sprawności ruchowej. Modernizacji poddano także zewnętrzne drzwi do kabiny maszynisty, natomiast drzwi wejściowe do kabiny maszynisty od strony przedziału pasażerskiego zostały zlikwidowane.

## Eksploatacja

### SKM Trójmiasto
11 lutego 1993 obie jednostki EW60 zostały przyjęte na stan lokomotywowni Gdynia Cisowa, gdzie do listopada 1993 roku odbywały jazdy próbne bez pasażerów. 17 listopada 1993 rozpoczęto eksploatację z pasażerami, która trwała do grudnia 2000 roku, kiedy składy zostały odstawione ze względu na potrzebę wykonania naprawy rewizyjnej. Decyzji o naprawie nie podjęto, zamiast niej przeprowadzona została kanibalizacja jednostek, gdyż wiele części pasowało do EW58. Pod koniec 2005 roku samorząd województwa mazowieckiego zakupił obie jednostki za 9,8 mln zł dla borykających się z problemami taborowymi Kolei Mazowieckich.

### Koleje Mazowieckie
18 grudnia 2005 obie jednostki zostały przeciągnięte z Gdyni do Warszawy przez lokomotywę ET22. Na początku 2006 roku Koleje Mazowieckie przeprowadziły przetarg na naprawę główną połączoną z modernizacją, który wygrały ZNTK „Mińsk Mazowiecki”. Naprawy trwały od sierpnia 2006 do 30 kwietnia 2007, w kwietniu przeprowadzono również próby homologacyjne. 15 maja 2007 odbyła się uroczysta prezentacja na dworcu Warszawa Wschodnia. 
Ze względu na problemy z obsługą niższych peronów, w szczególności na zmodernizowanych trasach, jednostki te nie mogą kursować na części tras obsługiwanych przez Koleje Mazowieckie.
25 kwietnia 2013 KM podpisały z konsorcjum Pesy i ZNTK „Mińsk Mazowiecki” umowę na kolejną modernizację jednostek połączoną z naprawą poziomu 4.